# 海南牛奶菜
海南牛奶菜（学名：Marsdenia hainanensis）是夹竹桃科牛奶菜属的植物，是中国的特有植物。分布在中国大陆的海南等地，生长于海拔500米至800米的地区，多生于疏林溪边，目前尚未由人工引种栽培。
其种加词“hainanensis”意为“海南的”。

## 异名
- Marsdenia alata Tsiang
- Marsdenia hainanensis Tsiang var. alata (Tsiang) Tsiang & P.T.Li
- Marsdenia hainanensis var. hainanensis